# Явербаум, Павел Моисеевич
Павел Моисеевич Явербаум (р. 1 июня 1932, Черемхово) — профессор кафедры биохимии Иркутского государственного медицинского университета, доктор медицинских наук.

## Биография
Павел Моисеевич родился в городе Черемхово в 1932 году.
В 1935 году семья переехала в Иркутск. Его отец, М. Я. Явербаум, организатор и руководитель Иркутского областного кожно-венерологического диспансера, кандидат медицинских наук, отличник здравоохранения, заслуженный врач РСФСР. Мать, З. Т. Сенчилло-Явербаум, после окончания аспирантуры у профессора К. П. Сапожкова, преподавала, в 1953—1972 годах заведовала кафедрой госпитальной хирургии ИГМИ, доктор медицинских наук, профессор.
Павел Явербаум окончил с серебряной медалью иркутскую мужскую среднюю школу № 11. Ещё во время учебы в школе поступил в Музыкальное училище на отделение фортепиано в класс Татьяны Гуговны Бендлин, закончил три курса музучилища.
В 1950 г. Павел Явербаум стал студентом Иркутского медицинского института. После окончания которого с отличием работал в лаборатории МСЧ Усольского химпрома (тогда Объекта N), а с 1957 г. — заведующим лабораторным отделением Иркутской областной клинической больницы.
Под руководством заведующего кафедрой биохимии профессора П. А. Шершнева подготовил и в 1966 г. защитил кандидатскую диссертацию «Изменения некоторых биохимических показателей при производственном контакте со свинцом».
В 1965 г. перешёл в биохимический отдел ЦНИЛ Иркутского государственного медицинского института, а в 1967—1986 гг. был старшим научным сотрудником заведующим ЦНИЛ. На протяжении одиннадцати лет был председателем Иркутского общества врачей-лаборантов и одновременно главным специалистом Иркутского областного отдела здравоохранения по лабораторной службе.
В 1986 г. П. М. Явербаум был избран старшим преподавателем кафедры биохимии ИГМИ.
В 1989 г. защитил докторскую диссертацию «Роль нарушения метаболизма эритроцитов в патогенезе токсической анемии».
В 1990 г. был избран профессором кафедры биохимии.
Совместно с проф. В. Г. Васильевым создал учебное пособие по биохимии для стоматологического факультета «Биохимия соединительной ткани, кости, зуба и слюны».
П. М. Явербаум — автор 108 научных работ, двух изобретений. В 2006 г. вышла из печати его монография «Общие вопросы токсического действия свинца».
Явербаум подготовил 6 кандидатов медицинских наук.
Участник международного биохимического конгресса 1961 г. и четырёх Всесоюзных биохимических съездов. В 1990—2001 гг. был членом диссертационного совета при Восточно-Сибирском научном центре СО РАМН.